# Ладлоу (селище, Вермонт)
Ладлоу (англ. Ludlow) — селище (англ. village) в США, в окрузі Віндзор штату Вермонт. Населення — 773 особи (2020).

## Географія
Ладлоу розташований за координатами 43°24′7″ пн. ш. 72°41′57″ зх. д. / 43.40194° пн. ш. 72.69917° зх. д. (43.401856, -72.699211).  За даними Бюро перепису населення США в 2010 році селище мало площу 3,52 км², з яких 3,47 км² — суходіл та 0,05 км² — водойми.

## Демографія
Згідно з переписом 2010 року, у селищі мешкало 811 осіб у 405 домогосподарствах у складі 174 родин. Густота населення становила 230 осіб/км².  Було 752 помешкання (214/км²).
Расовий склад населення:
| - 95,9 % — білих - 1,1 % — азіатів - 0,5 % — чорних або афроамериканців - 0,4 % — корінних американців - 0,1 % — вихідців з тихоокеанських островів |

До двох чи більше рас належало 2,0 %. Частка іспаномовних становила 0,9 % від усіх жителів.
За віковим діапазоном населення розподілялося таким чином: 16,3 % — особи молодші 18 років, 59,7 % — особи у віці 18—64 років, 24,0 % — особи у віці 65 років та старші. Медіана віку мешканця становила 45,7 року. На 100 осіб жіночої статі у селищі припадало 95,4 чоловіків;  на 100 жінок у віці від 18 років та старших — 95,7 чоловіків також старших 18 років.
Середній дохід на одне домашнє господарство  становив 46 035 доларів США (медіана — 36 563), а середній дохід на одну сім'ю — 66 168 доларів (медіана — 56 563). Медіана доходів становила 36 875 доларів для чоловіків та 25 000 доларів для жінок. За межею бідності перебувало 14,7 % осіб, у тому числі 2,5 % дітей у віці до 18 років та 13,2 % осіб у віці 65 років та старших.
Цивільне працевлаштоване населення становило 474 особи. Основні галузі зайнятості: мистецтво, розваги та відпочинок — 36,3 %, освіта, охорона здоров'я та соціальна допомога — 22,8 %, роздрібна торгівля — 9,7 %, виробництво — 9,3 %.